# Rojstaniszki
Rojstaniszki (lit. Raisteniškės) − miejscowość na Litwie, w rejonie wileńskim, 1 km na północny wschód od Awiżenii, zamieszkana przez 12 ludzi. 
W II Rzeczypospolitej zaścianek Rojstaniszki należał do powiatu wileńsko-trockiego w województwie wileńskim.